# Liste des représentants des États-Unis pour l'Ohio
Depuis le recensement de 2020, l'Ohio dispose de 15 élus à la Chambre des représentants des États-Unis, ce nombre est effectif aux élections de 2022.

## Délégation au 119econgrès (2025-2027)
| District, nom et photo | District, nom et photo | District, nom et photo   | District, nom et photo | Dates du mandat                              |
| ---------------------- | ---------------------- | ------------------------ | ---------------------- | -------------------------------------------- |
| 1                      |                        | Greg Landsman (48 ans)   |                        | 3 janvier 2023 (2 ans et 3 mois)             |
| 2                      |                        | Dave Taylor (55 ans)     |                        | 3 janvier 2025 (3 mois)                      |
| 3                      |                        | Joyce Beatty (75 ans)    |                        | 3 janvier 2013 (12 ans et 3 mois)            |
| 4                      |                        | Jim Jordan (61 ans)      |                        | 3 janvier 2007 (18 ans et 3 mois)            |
| 5                      |                        | Bob Latta (68 ans)       |                        | 11 décembre 2007(17 ans, 3 mois et 23 jours) |
| 6                      |                        | Michael Rulli (56 ans)   |                        | 11 juin 2024 (9 mois et 23 jours)            |
| 7                      |                        | Max Miller (36 ans)      |                        | 3 janvier 2023(2 ans et 3 mois)              |
| 8                      |                        | Warren Davidson (55 ans) |                        | 7 juin 2016(8 ans, 9 mois et 27 jours)       |
| 9                      |                        | Marcy Kaptur (78 ans)    |                        | 3 janvier 1983(42 ans et 3 mois)             |
| 10                     |                        | Mike Turner (65 ans)     |                        | 3 janvier 2013(12 ans et 3 mois)             |
| 11                     |                        | Shontel Brown (49 ans)   |                        | 4 novembre 2021(3 ans, 4 mois et 30 jours)   |
| 12                     |                        | Troy Balderson (63 ans)  |                        | 5 septembre 2018(6 ans, 6 mois et 29 jours)  |
| 13                     |                        | Emilia Sykes (39 ans)    |                        | 3 janvier 2023(2 ans et 3 mois)              |
| 14                     |                        | David Joyce (68 ans)     |                        | 3 janvier 2013(12 ans et 3 mois)             |
| 15                     |                        | Mike Carey (54 ans)      |                        | 4 novembre 2021(3 ans, 4 mois et 30 jours)   |

### Démographie

#### Partis politiques
- 10 républicains
- 5 démocrates

#### Sexe
- 14 hommes (10 républicains et un démocrate)
- 4 femmes (4 démocrates)

#### Ethnie
- 12 Blancs (10 républicains et 2 démocrates)
- 3 Noirs (3 démocrates)